# Termoanemometr
Termoanemometr – rodzaj przyrządu pomiarowego, który służy do pomiaru prędkości przepływu powietrza. Nagrzewany prądem czujnik jest chłodzony określonym strumieniem powietrza, co powoduje zmianę proporcji natężenia prądu oraz oporności włókna.
Termoanemometr jest zwykle stosowany w laboratoriach aerodynamicznych do prowadzenia różnorodnych badań związanych z aerodynamiką.